# Jona Henriksen
Jona Elisabeth Frida Henriksen (født 4. januar 1924 i Tórshavn, død 4. september 2006) var en færøsk kontorist og politiker (JF). Hun var ansat i Føroya Banki 1950–1967, og senere som sekretær i Færøernes KFUK 1967–97. Jona Henriksen var aktiv KFUK spejder og spejderleder hos Torshavns KFUK spejdere i utallige år. Hun var medlem af Færøernes kirkeråd (Føroya kirkjustjórn), radioråd (Útvarpsnevndin), og skolestyre (Føroya skúlastjórn), samt bestyrelsen for Landssjúkrahúsið. Henriksen var kommunalbestyrelsesmedlem i Tórshavnar kommuna 1969–72, og mødte som suppleant i Lagtinget 1975–78. Ved valget i 1978 blev Henriksen og Karin Kjølbro som de første kvinder valgt ind i Lagtinget. Henriksen blev ikke genvalgt i 1980, men var suppleant frem til 1988. Hun var datter af Johan Pauli Henriksen.